# Belinda Stewart-Wilson
Belinda Anthea Stewart-Wilson (nacida el 16 de abril de 1971) es una actriz británica conocida por su papel de Polly McKenzie en The Inbetweeners.

## Primeros años
Stewart-Wilson nació el 16 de abril de 1971 en Kensington, la menor de tres hijas del teniente coronel Sir Blair Stewart-Wilson, un oficial del ejército británico, y su esposa, Helen Mary Fox. Stewart-Wilson creció en puestos militares en el Reino Unido, Alemania y Austria antes de que su familia se estableciera en Londres y su padre se convirtiera en escudero de la Reina Isabel II. Fue educada en St Mary's School, Calne en Calne, Wiltshire y Hurst Lodge School en Berkshire, antes de completar una licenciatura de tres años en actuación clásica en la Webber Douglas Academy of Dramatic Art, en Londres.

## Carrera
El primer papel televisivo de Stewart-Wilson fue en la serie Shine on Harvey Moon, un programa basado en el Londres de los años cincuenta. Sus siguientes dos papeles fueron apariciones únicas en la popular comedia británica Goodnight Sweetheart y el papel de secretaria en una adaptación televisiva de la historia de Poirot de Agatha Christie, Asesinato en el campo de golf.
A partir de ahí, Stewart-Wilson pasó a interpretar papeles en las comedias británicas Days Like These y Starting Out, así como en Kiss Kiss (Bang Bang), un largometraje protagonizado por Chris Penn y Stellan Skarsgård. También interpretó a Dina en La Passione, un largometraje basado en la vida de Chris Rea, que inauguró el Festival de Cine de Londres en 1997.
En 2004 apareció en el veterano drama médico británico Holby City, antes de pasar a dos programas satíricos: apareció en Look Around You, que ganó el premio Rose d'Or a la mejor comedia, así como en tres episodios de Broken News, que se burla de las noticias de 25 horas.
A lo largo de 2007 y 2008, Stewart-Wilson trabajó en varios programas de televisión. Sus créditos más notables durante este período fueron los papeles de Victoria Reynholm, la esposa de Denholm Reynholm en The IT Crowd, y Nikki en la serie de televisión Jekyll junto a James Nesbitt y Gina Bellman. También apareció en el falso documental de éxito comercial Razzle Dazzle: A Journey into Dance. Belinda también hizo un cameo en Joe's Palace de Stephen Poliakoff en una escena con Michael Gambon.
En 2007, Belinda interpretó varios papeles en The Peter Serafinowicz Show, y luego apareció en The Peter Serafinowicz Show Christmas Special en 2008, que fue nominada a un BAFTA a Mejor Comedia en 2009.
Entre 2008 y 2010, interpretó a Polly, la madre de Will McKenzie, en The Inbetweeners, la comedia de situación multipremiada que fue nominada a un premio BAFTA a "Mejor comedia de situación" en 2009 y ganó el premio del público BAFTA en 2010. También ganó el premio al programa de comedia más popular en los National Television Awards en 2011. Stewart-Wilson también aparece en The Inbetweeners Movie y su secuela, ambos éxitos de taquilla. Sin embargo, ella es sólo 13 años mayor que el actor Simon Bird, quien interpretó a Will. También interpreta el papel recurrente de Christine Johnson en la tercera temporada del programa de ciencia ficción de culto Primeval.
En 2010, apareció una vez más en The IT Crowd, esta vez interpretando a Victoria Reynholm, la esposa de Douglas (el hijo de Denholm Reynholm, interpretado por Matt Berry, convirtiéndola en la nuera de su personaje anterior), quien misteriosamente desapareció dos semanas después de casarse mientras lavaban el auto.
En agosto de 2010, la banda irlandesa Pugwash anunció que incluirían una canción llamada "Dear Belinda" en su álbum The Olympus Sound, la canción escrita como tributo a Stewart-Wilson por su 40 cumpleaños. El líder de Pugwash, Thomas Walsh (también de The Duckworth Lewis Method), agregó que Stewart-Wilson había solicitado que ella apareciera en la versión final de la canción.
Entre 2011 y 2014, Stewart-Wilson apareció en la película para televisión aclamada por la crítica sobre Monty Python, Holy Flying Circus, así como en el exitoso drama de época Ripper Street. También interpretó a Nancy en Mr Sloane, de Robert B. Weide, junto a Nick Frost.
En 2015, Stewart-Wilson interpretó a Alison, esposa de Mike (interpretada por Max Beesley) en 5 episodios del drama de la BBC, Ordinary Lies.
Stewart-Wilson apareció como la estadounidense Fiona Crossley en 25 episodios de la producción de Disney de The Evermoor Chronicles para Disney Channel (2014-2016).
En 2015, Stewart-Wilson apareció junto a Toby Jones, interpretando a su esposa, Alice, en una obra de radio para BBC Radio 4 llamada "The Len Continuum" de Peter Strickland.
En 2018, Stewart-Wilson tuvo un papel recurrente en las series 32 y 33 de Casualty, apareciendo en varios episodios como Ciara Cassidy, compañera alcohólica e interés amoroso del médico consultor Dylan Keogh.

## Vida personal
Stewart-Wilson estuvo casada con el actor y comediante Ben Miller, hasta que se divorciaron en 2011. Tienen un hijo, Sonny (n. 2006).

## Filmografía

### Cine
- Cuatro bodas y un funeral (1994), Cantante de la boda
- Kiss Kiss (Bang Bang) (2001)
- Razzle Dazzle: A Journey into Dance (2007)
- The Inbetweeners Movie (2011), Polly McKenzie
- All That Way for Love (2011), Kate
- The Inbetweeners 2 (2014), Polly McKenzie
- The Brother (2014)

### Películas de televisión
- Joe's Palace (2007)

### Series de televisión
- Shine on Harvey Moon (1995)
- Asesinato en el campo de golf (1996)
- Goodnight Sweetheart (1999)
- Days Like These (1999)
- Holby City (2004)
- Look Around You (2005)
- Broken News (2005)
- Party Animals (2007)
- Jekyll (2007)
- The Peter Serafinowicz Show (2007)
- The IT Crowd (2007, 2010), Barbara Reynholm, Victoria Reynholm
- The Inbetweeners (2008–2010), Polly McKenzie
- Primeval (2009), Christine Johnson
- New Tricks (2010)
- Miranda (2010)
- The Impressions Show with Culshaw and Stephenson (2010)
- My Family (2011)
- Jack Whitehall's Little Cracker (2011), Mrs Whitehall
- Citizen Khan (2013)
- Ordinary Lies (2015)
- The Evermoor Chronicles (2014–2016)
- Sick Note (2017–presente), Annette Glennis
- Casualty (2018), Ciara Cassidy
- The Inbetweeners: Fwends Reunited, Ella misma, (especial)
- Stay Close: (2021), Sarah Green
- Toast of Tinseltown (2022), Bellender Bojangles

### Videojuegos
| Año  | Título                         | Papel |
| ---- | ------------------------------ | --- |
| 2017 | Mass Effect: Andromeda         | Raelis/Voliir/Daarfre/ Capitana Arjen/Venro/Oficial de Inmigración de Aya/Científica de agricultura de Aya/Ciudadana de Aya (voz) |
| 2019 | Anthem                         | Marelda (voz) |
| 2020 | World of Warcraft: Shadowlands | Voz |